# Leitersdorf im Raabtal
Leitersdorf im Raabtal är en ort i  kommunen Feldbach i Österrike. Den ligger i distriktet Südoststeiermark i förbundslandet Steiermark.
Leitersdorf im Raabtal var tidigare en självständig kommun, men blev den 1 januari 2015 en del av kommunen Feldbach.